# اریک کوسینگو
اریک کوسینگو (انگلیسی: Éric Kossingou؛ زادهٔ ۶ سپتامبر ۱۹۷۸) بازیکن فوتبال اهل فرانسه است.